# Rummel & Rabalder: Dr. Franks mask
 Rummel & Rabalder: Dr. Franks mask är ett svenskt datorspel från 1999 producerat av Utero Digital Media AB, efter en idé av Lars Anttinen. Manuset är skrivet av Torbjörn Hansson, som även är skaparen av karaktärerna som spelet är baeserat på, de kända musdetektiverna från TV4:s Lattjo Lajban: Rummel och Rabalder. 3D-grafiken är gjord av Kaktus film.
Spelet är en fristående uppföljare till spelet Rummel & Rabalder: Jakten på Kapten Hanssons guld.

## Handling
Rummel och Rabalder vaktar ett kassaskåp, innehållande den onde Dr. Franks mask, men istället blir de själva bestulna på masken av den onda bulldoggen och kassaskåpssprängerskan  Lady. Genast beger sig Rummel och Rabalder efter henne på sin magiska flygande matta genom en vimlig korridor, en farlig skog och ett ovälkomnande snöland. Men när de lyckas få tag i masken sätter Lady på masken på Rummel och smiter iväg.

## Röster
- Rummel - Jonas Malmsjö
- Rabalder - Ivan M. Petersson

## Funktion
Spelaren styr mattan med hjälp av piltangenterna för att undvika de många hindren som kommer i Rummel och Rabalders väg efter Lady. Långt framåt syns en varnande linje vid sidan om hindret som visat åt vilket håll mattan ska svänga. På vägen finns en mängd ostbågar som spelaren ska fånga för att få Rummel och Rabalder nöjda vid spelet slut. Liv och extraliv representeras av mattpiskor som också finns lite här och var på vägen, dock mycket ovanligare än ostbågarna.
Systemkrav för Rummel & Rabalder: Dr. Franks mask
- Windows: 95/98SE/ME/2000/XP/Vista/7
- 100 MHz Processor Pentium
- 16 MB RAM
- CD-rom spelare (4x)
- Ljudkort
- Färgskärm med 16-bit färgdjup